# Cinéma letton

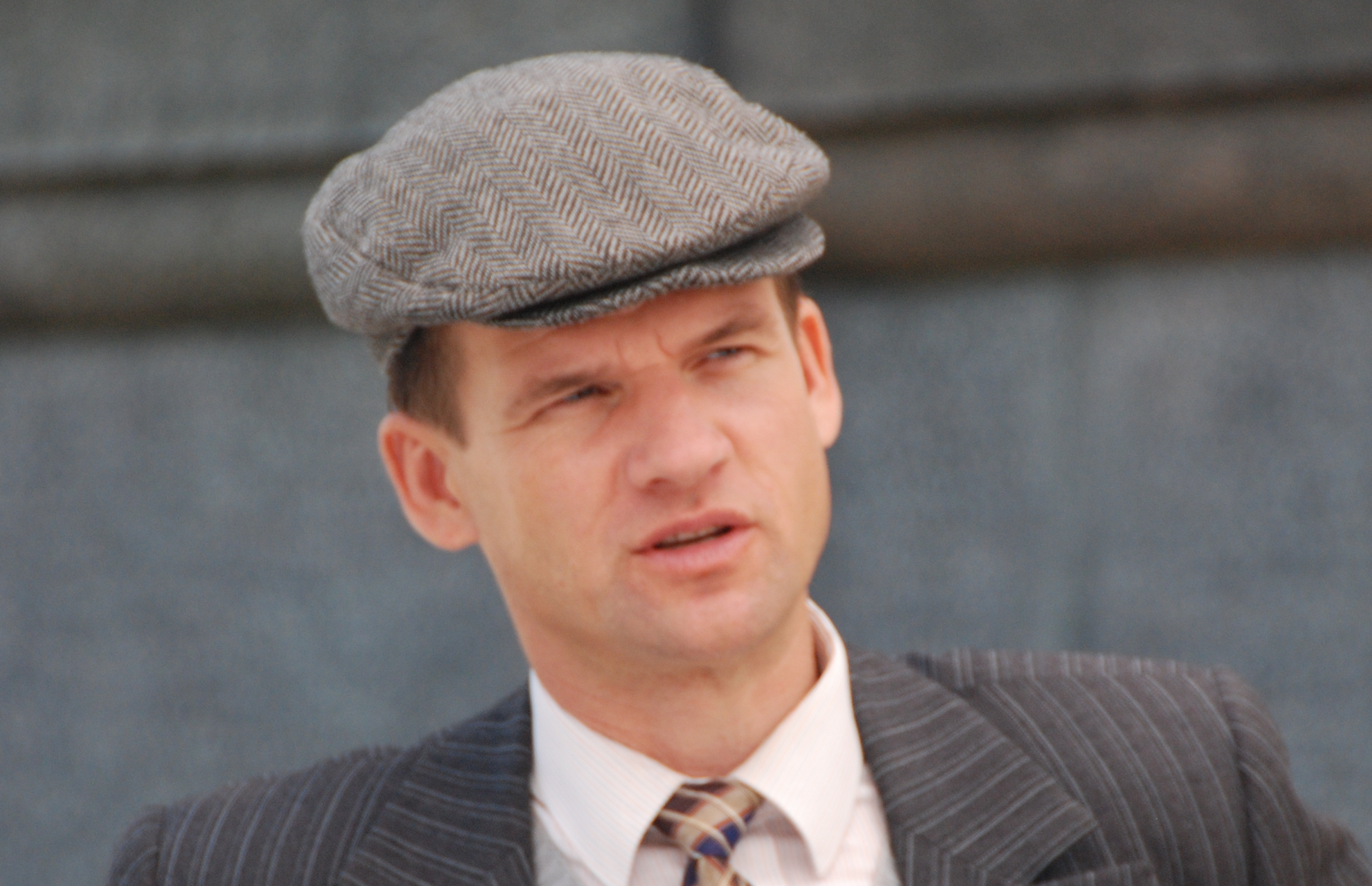
Tournage d'un épisode de "Dream Team 1935" au bâtiment du Cabinet des ministres

Le cinéma letton désigne la totalité des activités de production, de diffusion, et de consommation de films, en Lettonie, et/ou par et pour des Lettons. Depuis l'indépendance (1991), le pays produit entre 10 et 30 films de cinéma par an.

## Histoire

### Avant 1918: Gouvernement de Courlande (Empire russe)
Depuis la fin de la grande guerre du Nord (1700-1721), le siège de Riga (1710), la capitulation de l'Estonie et de la Livonie, et la défaite suédoise, le pays letton est dans l'empire russe, pour deux siècles. Certaine latitude est laissée à l'administration locale, à certaine immigration russe, à un renouveau chrétien piétiste. À la suite de l'industrialisation régionale, la russification cherche à s'imposer en 1891 (russe comme seule langue officielle), pour contrer l'éveil national letton de la fin du XIXe siècle.
Les premières projections de "photographies vivantes"  des frères Lumière datent du 28 mai 1896 dans un local du cirque Solomonski, puis en nocturne au Jardin de Wöhrmann (Vērmanes dārzs).
Le premier cinéma, Royal Vio, construit en 1901 (?), à Riga, dispose de 888 sièges au parterre et 312 au balcon.
L'histoire du cinéma letton remonte à l'année 1910 avec la réalisation de courts métrages. Alexander Stanke (?) documente l'arrivée de l'empereur Nicolas II à Riga et l'inauguration du monument à Pierre Ier le Grand.
Les trois longs métrages réalisés en 1913-1914 sont perdus : Où est la vérité ?, Écoute, Israël !, Shoemaker Leib.
Sergueï Eisenstein (1898-1948), d'une famille de marchands juifs originaire de la région de Kiev, est bien né à Riga, mais sa famille est à Saint-Pétersbourg dès 1905. 
Son futur directeur de la photographie, Édouard Tissé (1897-1961), de père suédois et de mère russe, réalise des films documentaires à Liepāja en 1913-1914, puis devient réalisateur officiel au front pour l'armée russe.
Des actualités cinématographiques sont tournées en 1914-1918, mais la plupart sont perdues : Conquête de Riga (Rīgas ieņemšana, 1917).

### 1920-1940: première République de Lettonie
- Piotr Tchardynine (1873-1934), Lāčplēsis (lv)
- Aleksandrs Rusteiķis (lv) (1882-1958), acteur, scénariste, directeur de théâtre
- Vilis Segliņš (lv) (1882-1961)[2], Es karā aiziedams (Je vais à la guerre) (1920), Dans le tourbillon du temps (1921), Proie jetée aux loups (1922), Psyché (1922)
- Voldemārs Pūce (1906-1981)
- Vilis Jānis Lapenieks (lv) (1908-1983)

Parmi les films produits : Es karā aiziedams de Vilis Segliņš (1920, Je vais à la guerre), Lāčplēsis d'Aleksandrs Rusteiķis (1930) et Zvejnieka dēls (1939, Fils du pêcheur, film-culte) de Vilis Jānis Lapenieks.
Parmi les films documentaires : Mūsu pelēkais dārgakmens (1936, Notre joyau gris), Tēvzemei un brīvībai (1938, Pour la patrie et la liberté), Cēsis- Latvijas karoga šūpulis (1939, Cēsis - le berceau du drapeau letton) de Voldemārs Pūce, Brauciens caur ziedošo Zemgali (1937, Un voyage à travers le Zemgali en fleurs), No I līdz IX Dziesmu svētkiem. Kam drosme ir... (1938) de Vilis Lapenieks. 
Il existe aussi des chroniques des nouveautés cinématographiques Latvijas filmu hronika (1921- 1933), Latvijas skaņu hronika (1933-1940).

### 1940-1945
- 1940 : Création du Rīgas Mākslas filmu studija (studio du film de fiction de Riga), futur Riga Film Studio
- Occupation soviétique de la Lettonie en 1940, occupation et annexion des pays baltes
- Occupation allemande de la Lettonie pendant la Seconde Guerre mondiale (1941), occupation et annexion des pays baltes
- Shoah en Lettonie

Pendant la Seconde Guerre mondiale, sous le gouvernement de Reichskommissariat Ostland, l'entreprise est gérée par Ostland Film G. m.b. H.. On tourne au Rīgas Mākslas filmu studija, et dans des studios annexes, des films de propagande comme Sarkanā migla (Konstantīns Tumilis, 1942), Tavas rokas (Ansis Tipāns, 1943) et des séries de chroniques hebdomadaires à visée idéologique Europe Woche et Ausland Woche.

### 1945-1991: Lettonie soviétique
- République socialiste soviétique de Lettonie

Le "Rīgas Mākslas filmu studija", créé en 1940, est fusionné en 1948 avec le Kinohronikas studija (studio du film documentaire), pour devenir le Rīgas Mākslas un hronikālo filmu studija (Studio de la fiction et de la chronique de Riga, 1948—1959).
Sous domination soviétique, la société est nationalisée. En 1958, l'ensemble devient Riga Film Studio.
La société compte à son actif plus de 180 films dont quelques-uns comme le Marécage (Purva bridējs 1966), La montre du capitaine Enrico (Kapteiņa Enriko pulkstenis 1967), Serviteurs du diable (Vella kalpi 1970) font partie du fonds culturel letton dit "Fonds d'Or" (Zelta fonds).
En 1965, on y ouvre le studio d'acteur populaire (Tautas kinoaktieru studija (lv)) qui prépare ses élèves aux concours des écoles professionnelles, avec également un club de jeunes cinéastes et un studio de cascadeurs. 
Dans les années 1970-1980, on y tourne en moyenne 15 films par an.
Parmi les films notables :
- Cloches blanches (lv) (1961)
- Échassier des marais (1966)
- Quatre Chemises blanches (1967)
- À l'ombre de la mort (1971)
- Ceplis (1972)
- Pomme dans la rivière (lv) (1974)
- Plus de dix minutes (lv) (1976)
- Un faucon (lv) (1978)
- Limousine dans les couleurs de la nuit de la Saint-Jean (1981)
- Est-ce facile d'être jeune ? (lv) (1986)
- Carrefour (film letton) (lv) (1988)

### 1991: seconde République de Lettonie
- Révolution chantante (1985-1991), Voie balte

Parmi les réalisateurs :
- Voldemārs Pūce (1906-1981)
- Teuvo Tulio (1912-2000)
- Rolands Kalniņš (1922-2022)
- Arvīds Noriņš (1924-2004)
- Ada Neretnietse (1924-2008)
- Boļeslavs Ružs (1928-2000)
- Dzidra Ritenberga (1928-2003)
- Aloizs Brenčs  (1929-1998)
- Gunārs Cilinskis (1931-1992)
- Varis Krūmiņš (1931-2004)
- Gunārs Piesis (1931-1996)
- Māris Rudzītis (1932-1973)
- Uldis Brauns (1932-2017)
- Oļģerts Dunkers (1932-1997)
- Aivars Freimanis (1936-2018)
- Jānis Streičs (1936-), L'Enfant (1993)
- Uldis Pūcītis (1937-2000)
- Ansis Epners (1937-2003), documentariste
- Ēriks Lācis (1938-2005)
- Andris Rozenbergs (1938-)
- Varis Brasla (1939-)
- Ansis Bērziņš (1940-2021)
- Rihards Pīks (1941-)
- Rodrigo Aivars Rikards (1941-2014)
- Rosa von Praunheim (1942-)
- Roze Stiebra (1942-, animation)
- Laima Žurgina (1943-)
- Arvīds Krievs  (1944-)
- Leonid Berdítxevski (1945-2020)
- Boris Frumin (1947-)
- Dzidra Smiltēna (1947-)
- Augusts Sukuts (1947-2017)
- Pēteris Krilovs (1949-)
- Andris Slapiņš (1949-1991)
- Juris Podnieks (1950-1992)
- Lūcija Ločmele (1951-)
- Ilona Brūvere (1954-)
- Ilgonis Linde (1959-)
- Juris Poškus (1959-)
- Māris Martinsons (1960-)
- Laila Pakalniņa (1962-)
- Andrejs Ēķis (1964-)
- Aigars Grauba  (1965-)
- Dzintars Krūmiņš (1965-)
- Jānis Kalējs (1965-)
- Aleksandrs Petukhovs (1967-)
- Ivars Zviedris (1967-)
- Nils Skapāns (1969-2021)
- Viestur Kairish (1971-)
- Edmunds Jansons (1972-)
- Anna Viduleja (1972-)
- Maija Pohodņeva (1973-)
- Gatis Šmits (1973-)
- Normunds Pucis (1974-)
- Edvīns Šnore (1974-)
- Jānis Vingris (1975-)
- Vladimir Lert (1979-)
- Dāvis Sīmanis (1980-)
- Uģis Olte (1981-)
- Jānis Nords (1983-)
- Ivars Tontegode (1983-)
- Pāvels Gumennikovs (1986-)
- Kristiāna Šuksta (1996-)

## Personnel
- Réalisateurs lettons
- Union des cinéastes lettons (lv) (1962)
- Brigita Baiba Krūmiņa (lv) (1943-2017), artiste, scénariste, réalisatrice, passionnée de langue et culture japonaise
- Catégorie:Scénariste letton
- Catégorie:Acteur letton
- Catégorie:Actrice lettonne

## Œuvres
- Liste de films lettons (en) (à partir de 1930)
- Films lettons par année de sortie (à partir de 1939)
- Films lettons par année de sortie à partir de 1920 (lv)
- Films d'animation lettons
- Liste de films lettons retenus pour les Oscars de meilleur film en langue étrangère (en)

## Institutions
- Riga Film Studio (1940)
- Riga Film Museum (en) (1988)
- Cinevilla (lv), ville cinématographique, site de tournage, près de Tukums (Sémigalie/Zemgale)
- Festival de cinéma Arsenāls (1986-2012)
- Lielais Kristaps (1977-), festival de cinéma
  - Lauréats du festival Lielais Kristaps (en)
- Festival international de court-métrage de Riga 2ANNAS (en) (1996-)
- 27e cérémonie des prix du cinéma européen (Riga, 2014)